# Excelsior (tenk)
Excelsior (službeno eng. Heavy Assault Tank Excelsior) je bio britanski prototip teškog jurišnog tenka u Drugom svjetskom ratu.
Projektiran je zbog loših performansi prvih modela tenka Churchill. Novi tenk je trebao objediniti najbolje od pješadijskih tenkova i brzih tenkova. Kao osnova je korišteno tijelo A27 tenka s kupolom naoružanom 75 mm topom koji je mogao ispaljivati visokoeksplozivne (HE) i protuoklopne (AP) granate. Sa snažnim Rolls-Royce Meteor motorom mogao je postići maksimalnih 39 km/h, znatno više od Churchilla. Izrađena su samo dva prototipa. Nikada nije ušao u serijsku proizvodnju zato što je Churchill u sjevernoj Africi popravio svoju reputaciju kao solidan tenk, a sva proizvodnja se preusmjerila u novi višenamjenski srednji tenk, Comet.